# 彼女はオレからはなれない
『彼女はオレからはなれない』（あのコはオレからはなれない）は、戯画より2012年9月28日に発売された成人向け恋愛アドベンチャーゲーム。
2014年3月27日に移植版となるPlayStation Vita版がテイジイエル企画→エンターグラムより発売、同年12月18日にはPlayStation 4版が同社より発売された。また、2022年11月24日にはNintendo Switch向けのダウンロード版、および『ハーヴェストオーバーレイ』とセットにしたPlayStation 4/Nintendo Switch向けパッケージ版『ハーヴェストオーバーレイ + 彼女はオレからはなれない』が発売された。

## ストーリー
（出典：）
志鳳院学園に転校してきた主人公・瀬田祐人は、同級生の桜井柚季に「改革部」という部活に誘われる。改革部は「リア充になる」ことを目的としており、極度の上がり症が原因で不良と間違われる少女、名家のお嬢様だがアニメを愛するオタクな少女など、個性豊かな部員が所属している。ひと癖もふた癖もあるヒロイン達との賑やかでエッチな日々が始まる。

## 登場人物

### 主人公
瀬田 祐人（せた ひろと）
本作の主人公。

### ヒロイン
桜井 柚季（さくらい ゆずき）
声 - 夏野こおり
4月19日生まれ。主人公をリア充にする、と言い出した少女。小学生の頃から主人公に思いを抱いている。
常にイヤホンを耳にして読書をし近寄りがたい雰囲気を出しており、"鉄の城"というあだ名がつけられた。しかし実際は口下手なうえ素直ではないものの孤独を嫌う人物。
成瀬 茉菜美（なるせ まなみ）
声 - 鮎川守
1月10日生まれ。日伊ハーフの少女。真面目だが、あがり症な性格をしている。笑顔がぎこちないために不良と誤解されていて、周りから「夕張の人」と、呼ばれている。。
深山 遥香（みやま はるか）
声 - ひなき藍
3月29日生まれ。志鳳院学園の生徒会長。
生徒会長だけあって真面目に見えるが、猫をかぶっているだけであり、実際は見栄っ張りなシスコン。それでも、優等生としての体面をための努力を惜しまない。
主人公に本性を知られて以来、どうしたらよいかわからずにいる。
上代 碧（かみしろ あおい）
声 - 雪村とあ
12月31日生まれ。茶道部の部長を務める名家の令嬢で、淑やかな雰囲気を醸し出す。実は同人活動までしている重度のオタク。妄想スイッチが入ると暴走する。
深山 紅葉（みやま もみじ）
声 - 姫川あいり
9月26日生まれ。遥香の妹。
中二病じみた言動が目立つが、実は礼儀ただしい女の子。
家ではだらしない姉に代わり家事を行う。祐人のことを「お兄ちゃん」と呼ぶ。

### サブヒロイン
萬里小路 紫子（までのこうじ ゆかりこ）
声 - 幡宮かのこ
PS Vita及びPS4版での追加キャラクター。ゴスロリファッションが特徴。
紅葉の旧友で、『深き紫の者（ディーパー）』という二つ名を持つ。
結城 莉子（ゆうき りこ）
声 - 渋谷ひめ（PC）、高村優里（PS Vita/PS4）
生徒会副会長。きつい印象を持たれがちだが、実は心優しい人物。
橘 菫（たちばな すみれ）
声 - 大波こなみ（PC）、幡宮かのこ（PS Vita/PS4）
上代家に仕える一族の出の女性で、自らも上代家に女中として仕えている。何事もそつなくこなし物知りではあるが、考えが口に出てしまう。
敷波 真澄（しきなみ ますみ）
声 - 手塚りょうこ（PC）、立石めぐみ（PS Vita/PS4）
祐人の叔母にして担任教諭。改革部の顧問でもあり、だらしない性格。
森崎 綾香（もりさき あやか）
声 - 篠原ゆみ
祐人の友人。レトロなものから最近のものまでのゲームが大好きで、柚季に話しかけようとしては毎回失敗している。
美嶋 さくら（みしま さくら）
声 - ヒマリ
紅葉の友人。紅葉の中二病趣味を全力で受け入れているため、紅葉の中二病趣味に拍車がかかっている。